# EF-Klima

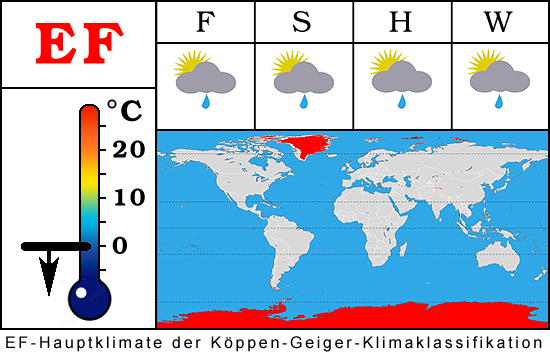
Jedes Monatsmittel < 0 °C
ganzjährig ausreichend feucht

Das EF-Klima –  von Köppen „Klima des ewigen Frostes“, „Kältewüstenklima“ oder „Inlandeisklima“, von Geiger Frostklima genannt, in englischsprachigen Veröffentlichungen heute meistens als Ice Cap Climate, allgemeinsprachlich auch als Eis- oder Dauerfrostklima bezeichnet, ist eines der elf Hauptklimate der effektiven Klimaklassifikation nach Köppen & Geiger (1918 bis 1961). Es grenzt die Klimate der (hoch)polaren Eis- und Kältewüsten nach festgelegten Temperaturgrenzen ein und untergliedert die Klimaklasse E (Schnee-Eis-Klimate) zusammen mit dem ET-Klima.
Köppens Grenzwerte sind (trotz oder wegen der erheblichen Vereinfachungen im Vergleich mit anderen Systemen) bis heute weltweit die am häufigsten verwendeten Klimaschlüssel in klimageographischen Zusammenhängen.

## Bezeichnung und Klassifikation
Um Verwechslungen mit den Klimaten anderer Systeme oder den „klassischen“ Klimazonen zu vermeiden, empfahl bereits Köppen, vorrangig die kryptischen Bezeichnungen zu verwenden.
Die insgesamt 30 Klima-Untertypen dieses Systems sind durch jeweils zwei oder drei Buchstaben gekennzeichnet, die für bestimmte Wärme- und Wassermangelgrenzen für den Pflanzenwuchs stehen (Schwellenwerte und Andauerzeiten der Temperaturen und Niederschläge). Sie bilden die wesentlichsten klimatischen Ansprüche der großen Pflanzenformationen der Erde ab. Trotz einiger fachlicher Unzulänglichkeiten und etlicher „technischer“ Klimate, die keinen Bezug zu einer hauptsächlichen Vegetation haben, hat sich die Klimakarte von Köppen & Geiger in der Klimageographie weltweit in etlichen (etwa digitalen) Überarbeitungen und Ableitungen etabliert.

## Grenzwerte
E = Die Mitteltemperatur des wärmsten Monats liegt unter 10 °C
F = Alle Monatsmittel der Temperatur bleiben unter 0 °C

(Datengrundlage: 1980–2016)

## Ausprägung und Verbreitung
Der vorherrschende Vegetationstyp ist die Kältewüste beziehungsweise die Kryoflora auf den Eisflächen. Bei diesem Klimatyp ist Köppens Klimaschlüssel trotz der wenigen Parameter geeignet, die Grenzen der Eiswüsten nachzubilden (siehe auch Vor- und Nachteile der Köppen-Klassifikation).
Die größte Landfläche mit EF-Klima ist der gesamte Kontinent Antarktika. Auf der Nordhalbkugel ist es der etwa sieben Mal kleinere Eisschild Grönlands und seine Randgebiete. Auf vielen der großen Inseln der Polargebiete befinden sich im Landesinnern Flächen mit Eisklima. Als nivales Klima in Hochgebirgen der mittleren und niederen Breiten findet sich die größte Fläche im Karakorum-Gebirge im Westen Chinas.
Nach der hier verwendeten Kartenumsetzung ist das EF-Klima etwas weiter verbreitet als über den Online-Klimakartendienst mapresso (siehe Beispiele).

### Beispiele
- Denali, Alaska, USA[9]
- Summit Station, Nordost-Grönland-Nationalpark, Grönland[10]
- Mont Blanc, Westalpen, Frankreich/Italien[11]
- Inland der Oktoberrevolutions-Insel, Autonomer Kreis Taimyr, Russland[12]
- Mount Everest, Himalaya, Nepal/China[13]
- Vulkan Arenales, Nordpatagonisches Eisfeld, Chile[14]
- Amundsen-Scott-Südpolstation, Antarktis[15]

## Vergleiche
Das „Eiskappenklima“ Fi nach Trewartha folgt derselben Definition, während die „hochpolaren Eisklimate“ I.1. nach Troll & Paffen schlicht durch das Vorhandensein polarer Eiswüste definiert werden.